# 中村泰広
中村 泰広（なかむら やすひろ、1978年9月19日 - ）は、奈良県橿原市出身の元プロ野球選手（投手）。左投左打。

## 経歴

### プロ入り前
小学校時代は「金橋ブラックキング」に所属。小中学時代は、後にプロでチームメイトとなる関本健太郎と同級生だった。
郡山高校2年の時に第67回選抜大会に出場したが、初戦で熊本工業高校に1-4で敗れた。このとき先発した中村を5回から救援したのは、エース争いをしていた同学年の右腕・宮越徹だった。宮越がその後故障してほとんど登板できなかったため、中村が最後はエースとしてチームを引っ張ったが、3年夏の奈良県大会決勝で関本を擁する天理高校と対戦して0-1で敗れ、ついに甲子園には戻れずに終わった。この試合で中村は最後の打者だった。しかし3年夏の奈良県大会では、2回戦で奈良県大会記録の19奪三振を奪った。
慶應義塾大学では1年生の時から登板。当時4年生の主将・高橋由伸を擁し春季リーグ戦優勝。140 km/h前後のストレートとスライダーを武器に東京六大学通算43試合で11勝11敗、防御率1.91、215奪三振の記録を残し、4年生の時に明治神宮大会優勝を達成した。2年秋の早慶戦第2戦に先発したとき、5回裏に決勝ボークを与え、0-1で敗れるという珍記録を残した。大学では同学年の左腕・山本省吾のほかに佐藤友亮が同期だった。
卒業後は日本IBM野洲に進んだ。日本IBM野洲としての都市対抗野球大会出場経験はないが、日本新薬の補強選手で1度出場し、1試合に登板。
2002年度ドラフト会議にて阪神タイガースから4位指名を受け入団。翌年限りで休部となった日本IBM野洲が輩出した最後のプロ野球選手となった。

### プロ入り後
2003年、江草仁貴など左腕投手が4人入団した中でただ一人開幕一軍に登録された。しかしその後しばらくは一軍で結果を残すことができなかった。
2006年7月12日の対広島東洋カープ戦（阪神甲子園球場）で得意のスライダーを軸に投げ、プロ初先発初勝利を挙げた。この試合では、中村がピンチを作るたびに、三塁手で出場していた関本がマウンドに歩み寄って中村に言葉をかけるシーンが見られた。同年9月30日の千葉ロッテマリーンズとのファーム日本選手権にて4安打完封勝利を挙げ、最優秀選手賞を受賞した。
2007年シーズンは、前年オフに移籍退団した同じ左腕の井川慶の穴を埋める投手のひとりとして期待され、当初は一軍で11試合20イニング連続無失点と好調を維持したが、5月末から調子が落ち、四球を連発して序盤でノックアウトされる試合が続き、ついに二軍落ち。二軍ではウエスタン・リーグ最優秀防御率となる1.80など好成績をあげたものの2007年シーズン終了後の11月、金村曉との交換トレードで北海道日本ハムファイターズへ移籍。
しかし日本ハムでは左ひじ痛などで一軍出場がないまま終わり、2008年10月2日に戦力外通告を受けた。その後12球団合同トライアウトに参加し、12月8日に阪神と育成選手として契約。支配下選手登録を目指したが、2009年は左ひじの故障で満足に投球ができず、昇格は果たせなかった。10月1日に現役引退を表明し、10月30日に自由契約公示された。
引退後は2年間甲子園球場の職員を務めたのち、2012年1月より阪神球団職員として広報の業務に就いている。
2019年からは事業本部振興課長として、タイガースアカデミーの運営や企画に携っている。

## 選手としての特徴
切れの良い高速スライダーとストレートが武器であった。

## 詳細情報

### 年度別投手成績
| 年 度     | 球 団     | 登 板 | 先 発 | 完 投 | 完 封 | 無 四 球 | 勝 利 | 敗 戦 | セ 丨 ブ | ホ 丨 ル ド | 勝 率 | 打 者 | 投 球 回 | 被 安 打 | 被 本 塁 打 | 与 四 球 | 敬 遠 | 与 死 球 | 奪 三 振 | 暴 投 | ボ 丨 ク | 失 点 | 自 責 点 | 防 御 率 | W H I P |
| --------- | --------- | ----- | ----- | ----- | ----- | -------- | ----- | ----- | -------- | ----------- | ----- | ----- | -------- | -------- | ----------- | -------- | ----- | -------- | -------- | ----- | -------- | ----- | -------- | -------- | ------- |
| 2003      | 阪神      | 5     | 0     | 0     | 0     | 0        | 0     | 0     | 0        | --          | ----  | 32    | 6.0      | 6        | 0           | 5        | 0     | 3        | 5        | 1     | 0        | 7     | 7        | 10.50    | 1.83    |
| 2004      | 阪神      | 5     | 0     | 0     | 0     | 0        | 0     | 0     | 0        | --          | ----  | 24    | 5.0      | 4        | 0           | 3        | 0     | 2        | 6        | 0     | 0        | 1     | 1        | 1.80     | 1.40    |
| 2005      | 阪神      | 2     | 0     | 0     | 0     | 0        | 0     | 0     | 0        | 0           | ----  | 17    | 3.0      | 3        | 0           | 5        | 0     | 0        | 4        | 0     | 0        | 3     | 3        | 9.00     | 2.67    |
| 2006      | 阪神      | 2     | 2     | 0     | 0     | 0        | 1     | 0     | 0        | 0           | 1.000 | 43    | 10.0     | 13       | 0           | 4        | 0     | 0        | 2        | 0     | 1        | 4     | 4        | 3.60     | 1.70    |
| 2007      | 阪神      | 15    | 3     | 0     | 0     | 0        | 2     | 2     | 0        | 1           | .500  | 120   | 29.1     | 22       | 1           | 12       | 0     | 2        | 37       | 0     | 0        | 12    | 10       | 3.07     | 1.16    |
| 通算：5年 | 通算：5年 | 29    | 5     | 0     | 0     | 0        | 3     | 2     | 0        | 1           | .600  | 236   | 53.1     | 48       | 1           | 29       | 0     | 7        | 54       | 1     | 1        | 27    | 25       | 4.22     | 1.44    |

### 表彰
- ファーム日本選手権MVP：1回 （2006年）

### 記録
- 初登板：2003年4月5日、対ヤクルトスワローズ2回戦（大阪ドーム）、8回表に2番手で救援登板、0/3回4失点
- 初奪三振：2003年5月9日、対横浜ベイスターズ7回戦（横浜スタジアム）、8回裏1死に木村昇吾から見逃し三振
- 初先発・初勝利：2006年7月12日、対広島東洋カープ9回戦（阪神甲子園球場）、5回1失点
- 初ホールド：2007年5月13日、対ヤクルトスワローズ8回戦（明治神宮野球場）、4回裏1死に3番手で救援登板、2回2/3を無失点

### 背番号
- 13 （2003年 - 2007年）
- 19 （2008年）
- 126 （2009年）